# Ричард де Клер, 3-й барон Томонд
Ричард де Клер (англ. Richard de Clare, Lord of Thomond; 1280-е годы — 10 мая 1318) — англо-ирландский аристократ, 3-й барон Томонд (1307—1318) и 1-й лорд де Клер (1309—1318).

## Биография
Представитель знатного англо-нормандского рода де Клер. Младший сын Томаса де Клера (1245—1287), 1-го лорда Томонда (1276—1287), и Джулианы Фицджеральд (ок. 1263—1300), дочери Мориса Фицджеральда, 3-го барона Оффали, и Мод де Прендергаст.
В 1307/1308 году после смерти своего старшего и бездетного старшего брата, Гилберта де Клера, 2-го барона Томонда (1281—1308), Ричард де Клер унаследовал титул 3-го лорда Томонда и родовые владения в Англии. Его брат был близким доверенным лицом английского наследника престола Эдуарда и часто останавливался при его дворе, поэтому он пренебрегал своими ирландскими владениями. Позднее Ричард де Клер продолжал поддержку клана О’Брайан. В 1309 году Ричард де Клер был назначен в английский парламент как барон де Клер. В 1309 году и в 1312-1316 годах он был шерифом Корка в Ирландии.
После смерти Торделбаха мак Тайгда Кэла Уиске О’Брайана в 1306 году его сын Доннхад мак Тордельбайх продолжил борьбу против клана О’Брайан. После смерти Доннхада мак Тойрдхелбайха в 1311 году его брат Муйрхертах мак Тоирделбайх О’Брайан стал главой клана Турлоу.
Ситуация стала еще более запутанной после вторжения Эдуарда Брюса во главе шотландской армии в Ирландию, где он сам был провозглашен верховным королем Ирландии в 1315 году. Клан Брайан решает поддержать его, чтобы изгнать англо-нормандских баронов из Ирландии. Муйрхеартах мак Тоирдхелбайх О’Брайан, очевидно, сделал противоположный выбор, что позволило ему оказаться в победном лагере вместе с Уильямом Лиатом де Бургом и Ричардом де Клером в битве при Атенрае, а также устранить Доннхада мак Домнейла О’Брайана в 1317 году. Семья де Клер сплотилась вокруг него, за исключением Ричарда де Клера и его протеже Матгамхайна (Махона) О’Брайена, агента де Клера на западе графства. Затем Ричард де Клер предложил разделить Томонд между враждующими О’Брайенами. Муйрхертах отказался принять арбитраж Ричарда де Клера, который всегда выступал против его семьи, клана Турлоу. Война между ним и семьей Клер становится единственным возможным решением проблемы контроля над Томондом.
Ричард де Клер решил возглавить экспедицию против Конхобхара О’Деагайда (Коннора О’Ди), вождя клана Дайсарт О’Ди, верных союзников Муйрхертаха О’Брайана и клана Турлоу. Конхобхар (Конор) О’Ди обратился к соседним кланам Федлимайнда О’Коннора и Лафлина О’Хейтира с просьбой поддержать его, поскольку Муйхертах О’Брайен в то время находился в восточном графстве Клэр. 10 мая 1318 года Ричард де Клер и англо-нормандская армия при поддержке Матгамхайна (Магона) О’Брайена и Брайана Бана О’Брайена, брата покойного короля Доннхада мак Домнайла О’Брайена, приближаются к владениям О’Ди. Уверенный в своем военном превосходстве, Ричард де Клер разделил свои силы на три отряда. Конор О’Ди, имея в своем распоряжении силы, уступающие противнику по численности и вооружению, устроил ловушку для Ричарда де Клера у брода Балликаллен недалеко от Дайсарта О’Ди. Ричард де Клер во главе своего отряда вошел в брод, преследуя часть войск О’Ди. Последний появился и его армия отрезала путь к отступлению Ричарду де Клеру, который погиб вместе с большей частью своих войск. Оставшаяся часть его армии форсировала брод, но армия О’Ди отступила в лес, где на них напали люди Федлимайнда О’Коннора и Лофлена О’Хейтира. Исход битвы оставался неопределенным до неожиданного прибытия в конце дня Муйрхертаха О’Брайена, который разбил остатки сил де Клера и преследовал их до замка Банратти.
Замок Куин был захвачен и разрушен кланом Макнамара в 1320 году. Замок Банратти, оставленный вдовой Ричарда де Клера английскому правительству в 1318 году, постигла та же участь в 1322 году. Вдова Ричарда де Клера уехала в Англию со своим маленьким сыном Томасом, который умер там 10 апреля 1321 года. Остатки поместий рода де Клер перешли к его двум теткам: Мод (ок. 1276—1327), жене сэра Роберта де Уэллса (? — 1320), и Маргарет (ок. 1287—1333), жене Бартоломью де Бэдлсмира (1275—1322), которые были английскими землевладельцами, быстро отказавшимися от всех притязаний на владение Томондом.